# ヴィクトル・ネスラー

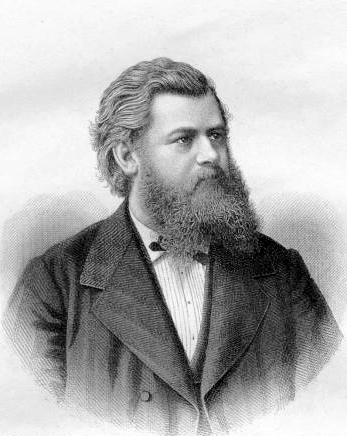
ヴィクトル・ネスラー

ヴィクトル・（エルンスト・）ネスラー（Victor Ernst Nessler, *1841年1月28日 アルザス地方バ＝ラン県バルデンハイム - †1890年5月28日 シュトラスブルク）は、ドイツの作曲家。古い時代には姓が Neßler ないしは Neszler と綴られたこともある。

## 生涯
シュトラスブルクの大学で神学を専攻するが、1864年に学業を投げ出し、自作のオペレッタ《花の妖精たち „Fleurette“ 》の上演に携わった。その後ライプツィヒに赴きモーリツ・ハウプトマンに師事。
メルヒェン・オペラの作曲家と見なされており、そのうち、1879年5月19日にライプツィヒにて初演された《ハーメルンのねずみ取り „Der Rattenfänger von Hameln“ 》と、同地で1884年5月4日に初演された《ゼッキンゲンのラッパ吹き „Der Trompeter von Säckingen“ 》（ヨーゼフ・ヴィクトール・フォン・シェッフェル原作のベストセラー詩集に基づく）の二つが代表作である。
後者については、日本でもその一部（アリア）は知られており、シェッフェルの原詩を森鷗外が翻訳したり、20世紀初頭には、東京音楽学校の学生渡部康三によってコルネット演奏されているが、全曲の日本初演は2006年に山形県長井市（バート・ゼッキンゲンの姉妹都市）で、瀧井敬子プロデュースのものが最初である。
多数のオペラのほかに、合唱曲や歌曲も作曲した。
没後の1895年にシュトラスブルクにおいて、彫刻家アルフレート・マルツォルフによる記念碑が建立された。